# مقدونس (جنس)
المَقدونس وتُلفظ اليوم بالباء بقدونس، هو جنس من نوعين من البقدونس من النباتات المزهرة في الفصيلة الخيمية مهدها غرب وجنوب أورُبَّة وشمال إفريقية.
نباتات هذا الجنس خضراء زاهية خالية من الزغب ثنائية الحول عشبية، ويندر أن تكون حولية. أشهر نوعيه البقدونس.